# Arrondissement Verviers
Het arrondissement Verviers is een van de vier arrondissementen van de Belgische provincie Luik. Het arrondissement heeft een oppervlakte van 2.016,22 km² en telde 291.525 inwoners op 1 januari 2025. Binnen dit arrondissement valt onder andere de Duitstalige Gemeenschap.
Het arrondissement is zowel een bestuurlijk als een gerechtelijk arrondissement. Gerechtelijk behoren enkel de gemeenten uit de Franse Gemeenschap tot het gerechtelijk arrondissement Verviers. De Duitstalige Gemeenschap vormt een eigen gerechtelijk arrondissement Eupen.

## Geschiedenis
Het arrondissement Verviers ontstond in 1815 uit het arrondissement Malmedy op het ogenblik dat de kantons Eupen, Kronenburg, Malmedy, Sankt Vith en Schleiden bij Pruisen werden aangehecht.
In 1818 werd het kanton Vielsalm afgestaan aan het arrondissement Marche-en-Famenne.
In 1821 werd het kanton Herve aangehecht van het arrondissement Luik en werden de toenmalige gemeenten Basse-Bodeux, Bra, Chevron, Fosse, Francorchamps, La Gleize, Lierneux, Rahier, Stoumont en Wanne afgestaan aan het arrondissement Hoei maar in 1848 werden al deze gemeenten terug aangehecht van datzelfde arrondissement.
In 1919 werd de opgeheven neutrale staat Neutraal Moresnet als gemeente met de naam Kalmis (vanaf 1972 Kelmis) bij het arrondissement gevoegd.
In 1925 werd het Verdrag van Versailles uitgevoerd en werden de toenmalige gemeenten Amel, Bellevaux-Ligneuville, Bévercé, Büllingen, Bütgenbach, Crombach, Elsenborn, Eupen, Eynatten, Faymonville, Hauset, Heppenbach, Hergenrath, Kettenis, Lommersweiler, Lontzen, Malmedy, Manderfeld, Meyerode, Neu-Moresnet, Raeren, Recht, Reuland, Robertville, Rocherath, Sankt Vith, Schönberg, Thommen, Weismes en Walhorn terug bij het arrondissement Verviers gevoegd.
Bij de definitieve vaststelling van de taalgrens in 1963 werden de toenmalige gemeenten Sint-Martens-Voeren, Sint-Pieters-Voeren, Remersdaal en Teuven afgestaan aan het arrondissement Tongeren.
In 1977 werd de toenmalige opgeheven gemeente Lorcé aangehecht van het arrondissement Hoei, werd Neufchâteau afgestaan aan het arrondissement Luik en werd Arbrefontaine aangehecht van het arrondissement Bastenaken en verder werden gebiedsdelen van Lierneux afgestaan aan datzelfde arrondissement en het arrondissement Marche-en-Famenne.

## Gemeenten en deelgemeenten
Gemeenten:
| - Amel - Aubel - Baelen - Büllingen - Burg-Reuland - Bütgenbach - Dison - Eupen (stad) - Herve (stad) - Jalhay |

| - Kelmis - Lierneux - Limburg (stad) - Lontzen - Malmedy (stad) - Olne - Pepinster - Plombières - Raeren - Sankt Vith (stad) |

| - Spa (stad) - Stavelot (stad) - Stoumont - Theux - Thimister-Clermont - Trois-Ponts - Verviers (stad) - Weismes - Welkenraedt |

Deelgemeenten:
| - Amel - Andrimont - Arbrefontaine - Aubel - Baelen - Basse-Bodeux - Battice - Bellevaux-Ligneuville - Bévercé - Bilstain - Bolland - Bra - Büllingen - Bütgenbach - Chaineux - Charneux - Chevron - Clermont - Cornesse - Crombach - Dison - Elsenborn - Ensival - Eupen - Eynatten - Faymonville - Fosse - Francorchamps - Gemmenich |

| - Grand-Rechain - Gulke - Hauset - Hendrik-Kapelle - Heppenbach - Hergenrath - Herve - Heusy - Homburg - Jalhay - Julémont - Kelmis - Kettenis - La Gleize - Lambermont - La Reid - Lierneux - Limburg - Lommersweiler - Lontzen - Lorcé - Malmedy - Manderfeld - Membach - Meyerode - Montzen - Moresnet - Neu-Moresnet - Olne |

| - Pepinster - Petit-Rechain - Polleur - Raeren - Rahier - Recht - Reuland - Robertville - Rocherath - Sankt Vith - Sart - Schönberg - Sippenaeken - Soiron - Spa - Stavelot - Stembert - Stoumont - Theux - Thimister - Thommen - Verviers - Weismes - Walhorn - Wanne - Wegnez - Welkenraedt - Xhendelesse |

## Demografische evolutie
- Bron:NIS - Opm:1816 t/m 1980=volkstellingen op 31 december; vanaf 1990=inwoneraantal per 1 januari
- 1925:aanhechting van de Oostkantons van Duitsland als gevolg van het Verdrag van Versailles

| Inwoners van jaar tot jaar op 1 januari 1992 tot heden | Inwoners van jaar tot jaar op 1 januari 1992 tot heden | Inwoners van jaar tot jaar op 1 januari 1992 tot heden |
| Jaar                                                   | Aantal                                                 | Evolutie: 1992=index 100                               |
| ------------------------------------------------------ | ------------------------------------------------------ | ------------------------------------------------------ |
| 1992                                                   | 255.615                                                | 100,0                                                  |
| 1993                                                   | 257.341                                                | 100,7                                                  |
| 1994                                                   | 258.947                                                | 101,3                                                  |
| 1995                                                   | 260.268                                                | 101,8                                                  |
| 1996                                                   | 260.984                                                | 102,1                                                  |
| 1997                                                   | 262.137                                                | 102,6                                                  |
| 1998                                                   | 263.206                                                | 103,0                                                  |
| 1999                                                   | 264.169                                                | 103,3                                                  |
| 2000                                                   | 265.546                                                | 103,9                                                  |
| 2001                                                   | 266.334                                                | 104,2                                                  |
| 2002                                                   | 267.800                                                | 104,8                                                  |
| 2003                                                   | 268.504                                                | 105,0                                                  |
| 2004                                                   | 269.366                                                | 105,4                                                  |
| 2005                                                   | 270.822                                                | 105,9                                                  |
| 2006                                                   | 273.086                                                | 106,8                                                  |
| 2007                                                   | 274.973                                                | 107,6                                                  |
| 2008                                                   | 276.532                                                | 108,2                                                  |
| 2009                                                   | 278.142                                                | 108,8                                                  |
| 2010                                                   | 280.203                                                | 109,6                                                  |
| 2011                                                   | 282.293                                                | 110,4                                                  |
| 2012                                                   | 283.668                                                | 111,0                                                  |
| 2013                                                   | 283.911                                                | 111,1                                                  |
| 2014                                                   | 284.522                                                | 111,3                                                  |
| 2015                                                   | 285.214                                                | 111,6                                                  |
| 2016                                                   | 285.819                                                | 111,8                                                  |
| 2017                                                   | 286.723                                                | 112,2                                                  |
| 2018                                                   | 287.374                                                | 112,4                                                  |
| 2019                                                   | 287.772                                                | 112,6                                                  |
| 2020                                                   | 288.277                                                | 112,8                                                  |
| 2021                                                   | 288.011                                                | 112,7                                                  |
| 2022                                                   | 288.511                                                | 112,9                                                  |
| 2023                                                   | 289.918                                                | 113,4                                                  |
| 2024                                                   | 290.756                                                | 113,7                                                  |
| 2025                                                   | 291.525                                                | 114,0                                                  |

Aalst · Aarlen · Aat · Antwerpen · Bastenaken · Bergen · Borgworm · Brugge · Brussel-Hoofdstad · Charleroi · Dendermonde · Diksmuide · Dinant · Doornik-Moeskroen · Eeklo · Gent · Halle-Vilvoorde · Hasselt · Hoei · Ieper · Kortrijk · La Louvière · Leuven · Luik · Maaseik · Marche-en-Famenne · Mechelen · Namen · Neufchâteau · Nijvel · Oostende · Oudenaarde · Philippeville · Roeselare · Sint-Niklaas · Thuin · Tielt · Tongeren · Turnhout · Verviers · Veurne · Virton · Zinnik
Landen:  België ·  Duitsland ·  Nederland

NUTS 2-regio's: Limburg (BE) · Limburg (NL) (deels) · Luik (deels) · Regierungsbezirk Keulen (deels)

NUTS 3-regio's: Stedenregio Aken · Arrondissement Borgworm · Duitstalige Gemeenschap · Kreis Düren · Kreis Euskirchen · Arrondissement Hasselt · Kreis Heinsberg · Arrondissement Hoei · Arrondissement Luik · Arrondissement Maaseik · Midden-Limburg · Arrondissement Tongeren · Arrondissement Verviers · Zuid-Limburg